# Goulash
Goulash (tiếng Hungary: gulyás phát âm tiếng Hungary: [ˈɡujaːʃ]) là một món súp hoặc món hầm từ  thịt và rau, nêm với paprika và các gia vị khác. Bắt nguồn từ Vương quốc Hungary thời Trung Cổ, goulash cũng là một món phổ biến ở Trung Âu, Đông Âu, Hà Lan, Bỉ, Thụy Sĩ, Scandinavia và Nam Âu.
Nguồn gốc của nó có dấu vết từ món hầm của những mục đồng người Hungary ở thế kỷ thứ 9. Lúc đó, thịt đã ướp được làm khô bởi mặt trời và gói vào túi từ dạ dày cừu, chỉ cần thêm nước để biến nó thành một món ăn. Nó là một trong những món ăn quốc gia của Hungary và là một biểu tượng của nước này.

## Từ nguyên học
Tên món này bắt nguồn từ chữ "gulyás" trong tiếng Hungary phát âm tiếng Hungary: [ˈɡujaːʃ]. Từ "gulya" có nghĩa là "đàn gia súc" trong tiếng Hungary, và "gulyás" có nghĩa là "anh chăn bò" hoặc "cao bồi".

## Hình ảnh

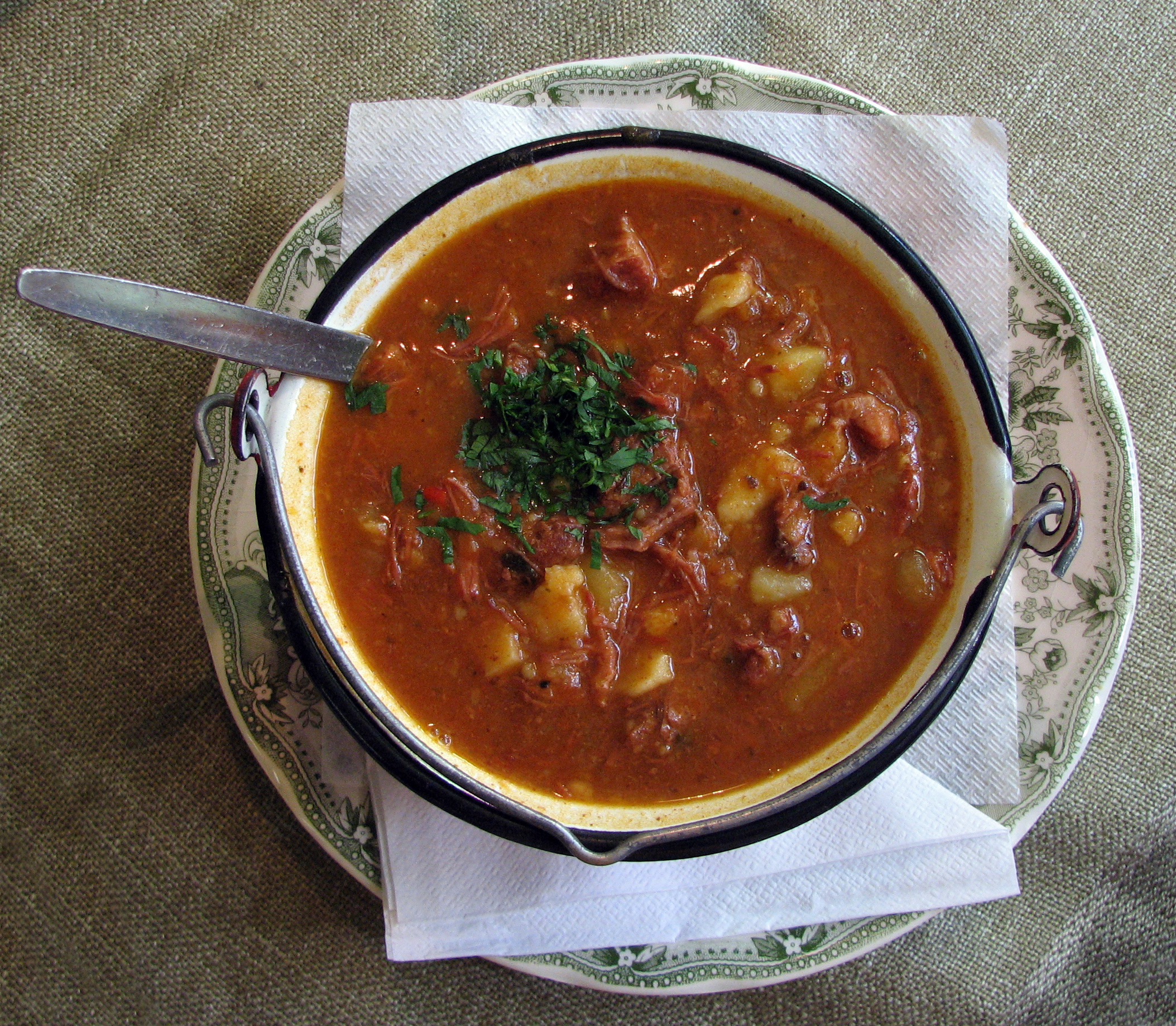
Gulyásleves của Hungary, súp goulash
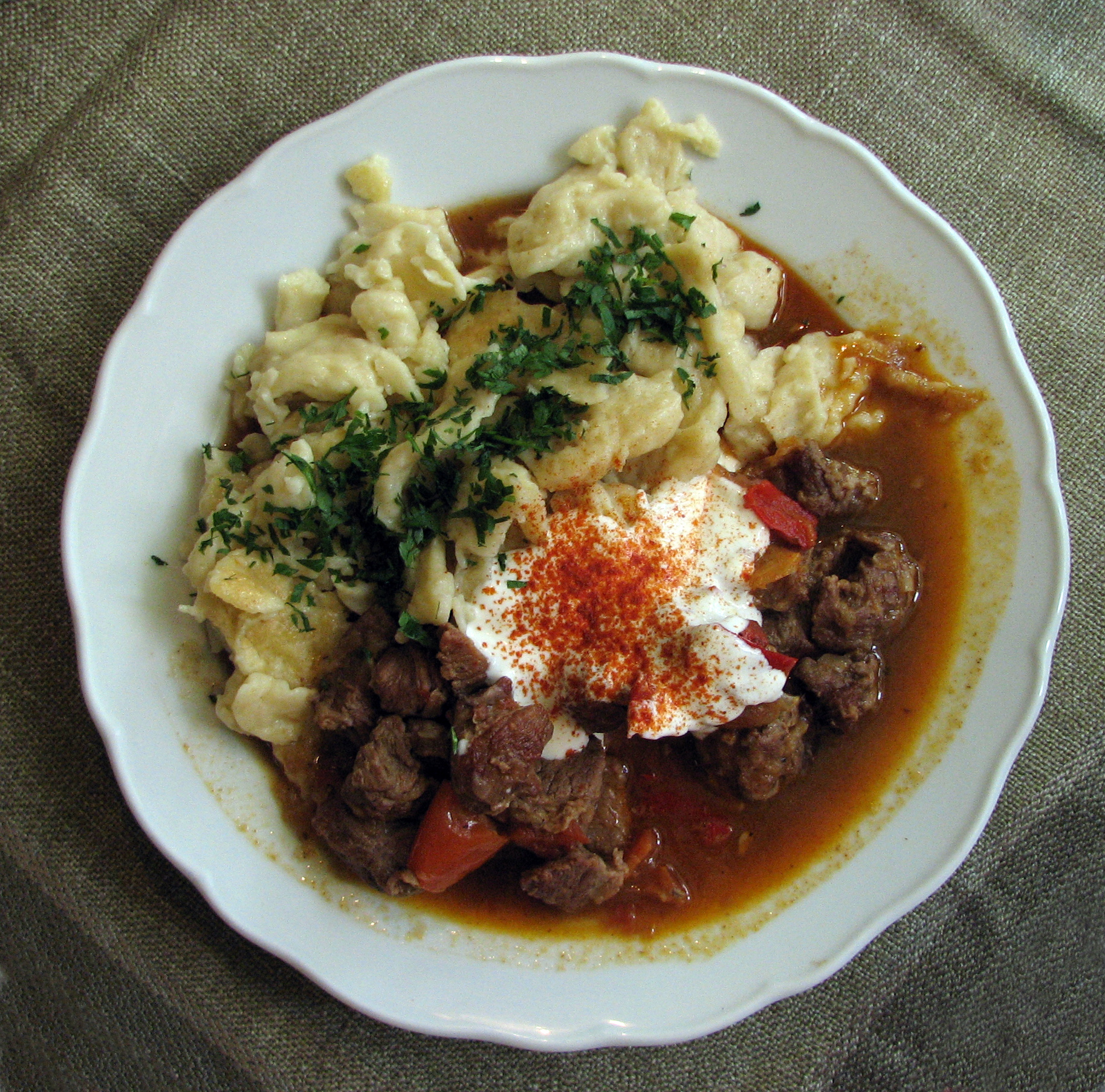
Goulash bê
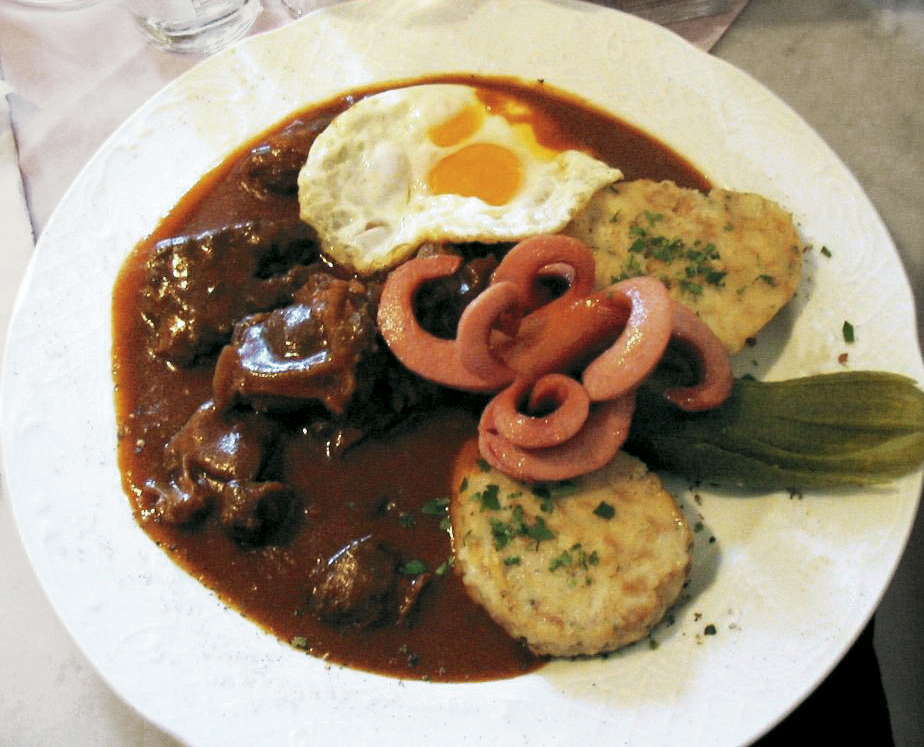
Goulash "Fiaker"
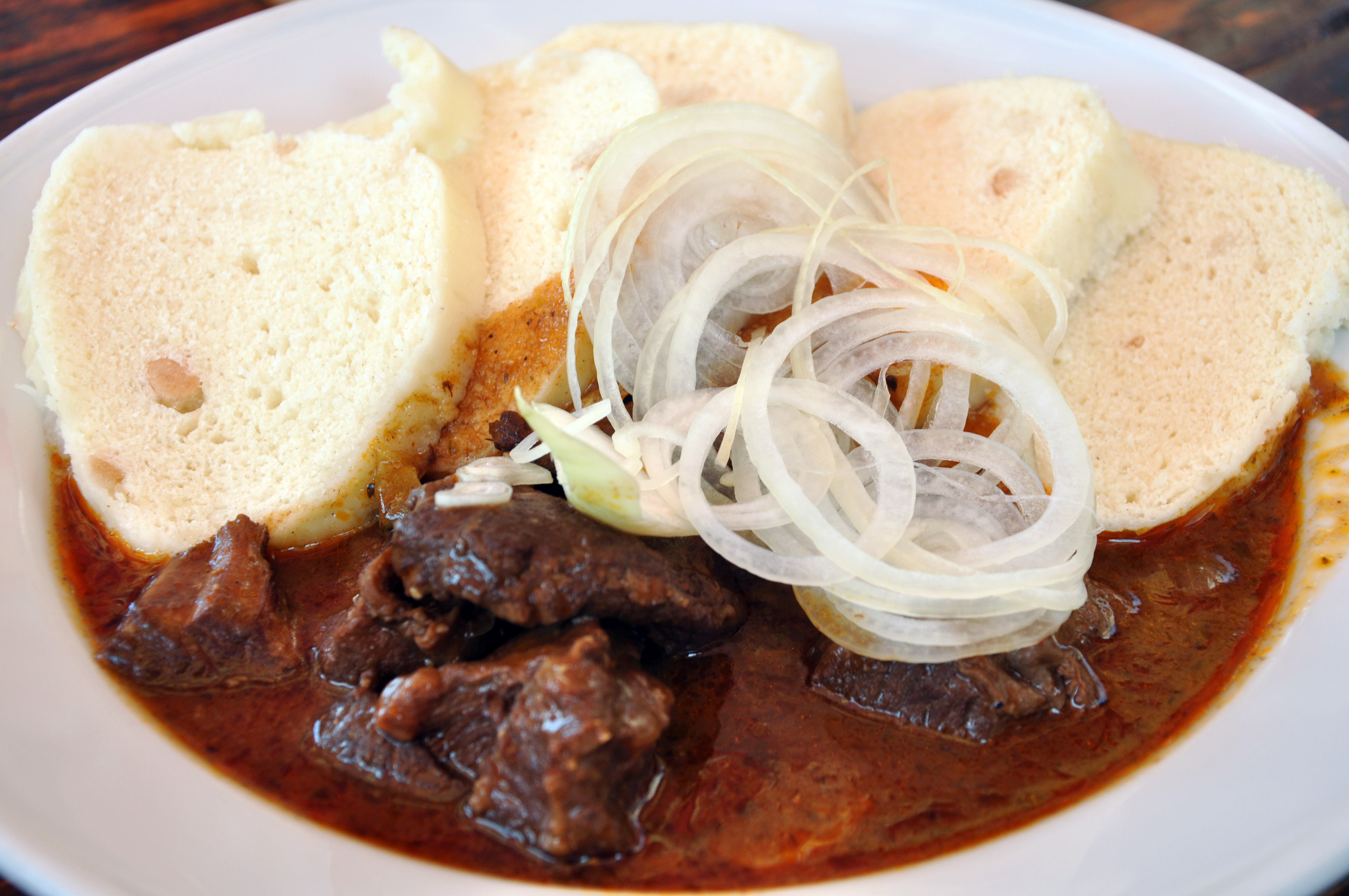
Goulash thịt bò kiểu Prague
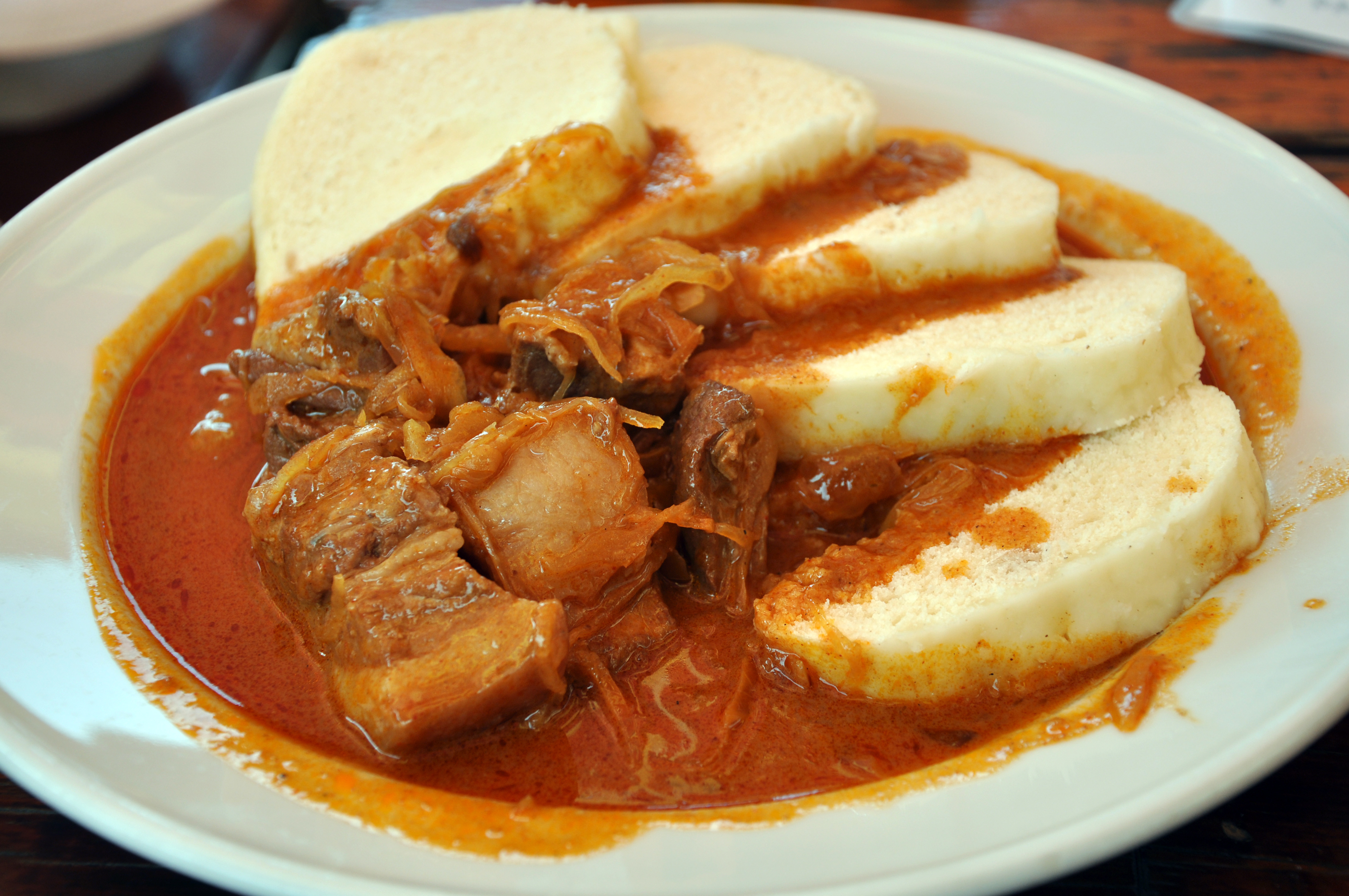
Goulash szeged (Székely) trong một quán rượu ở Prague với knedliky của Séc
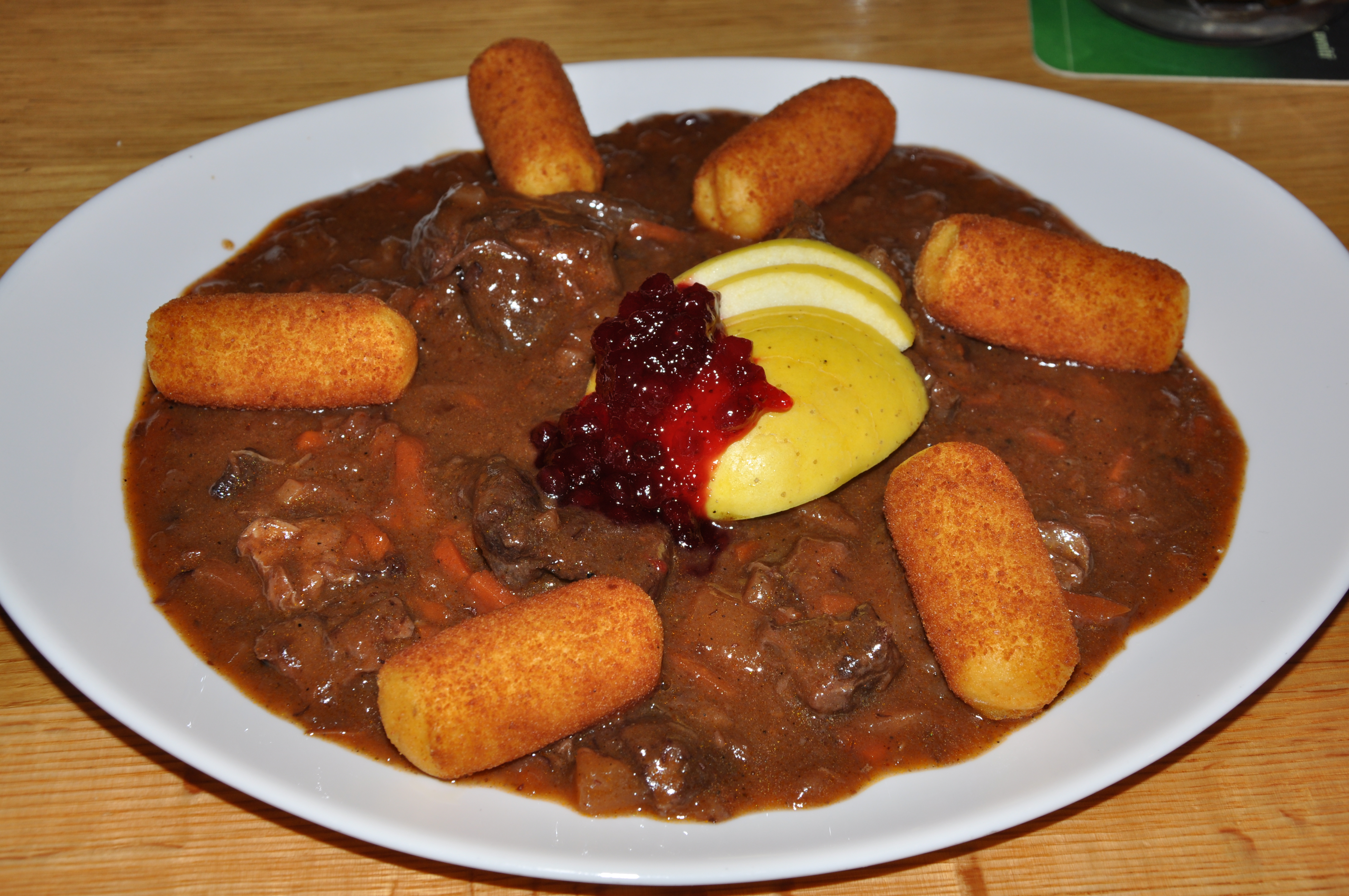
Goulash thịt nai với táo, quả mọng và khoai tây chiên xù
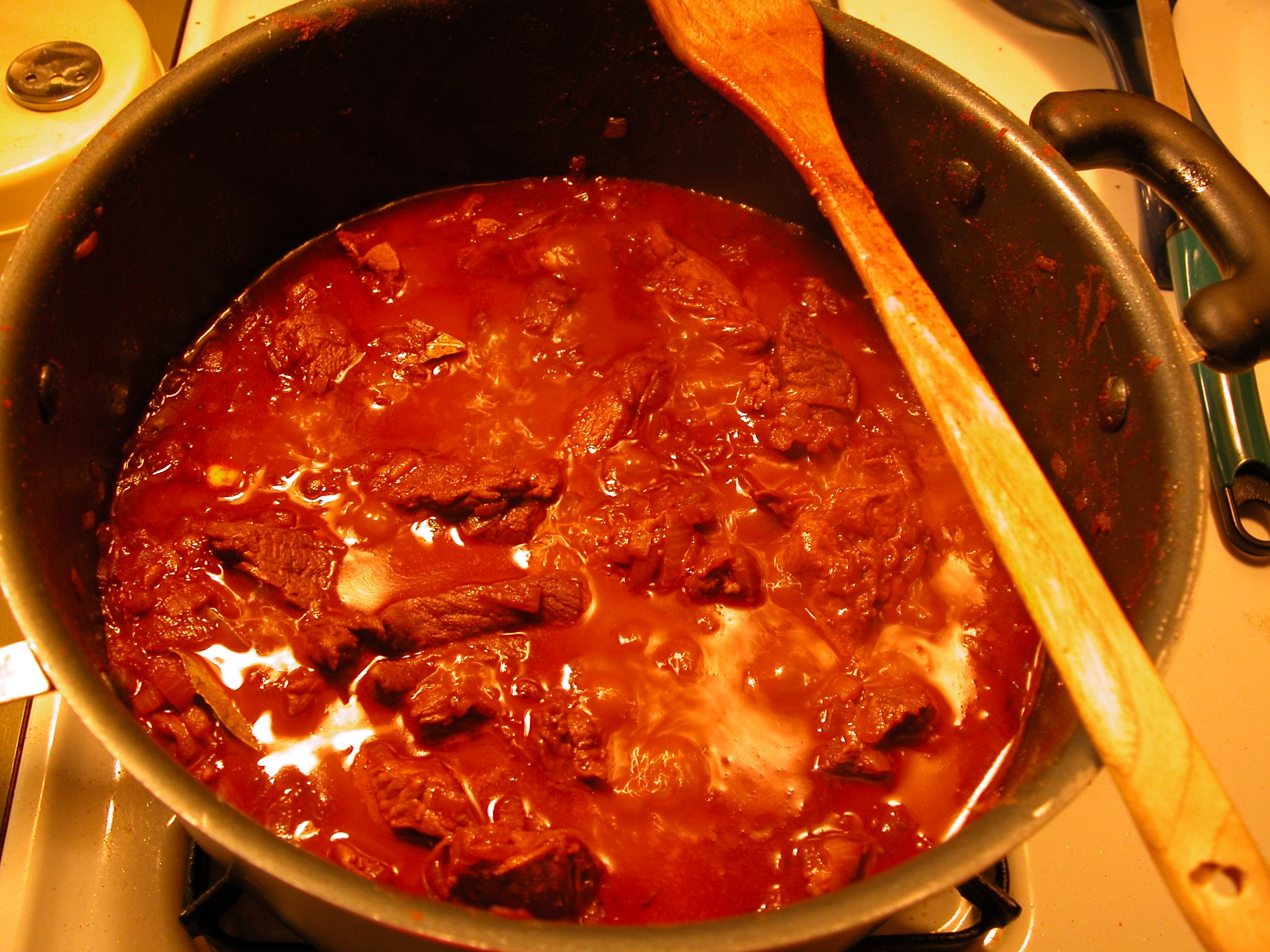
Goulash thịt bò của Séc đang được nấu
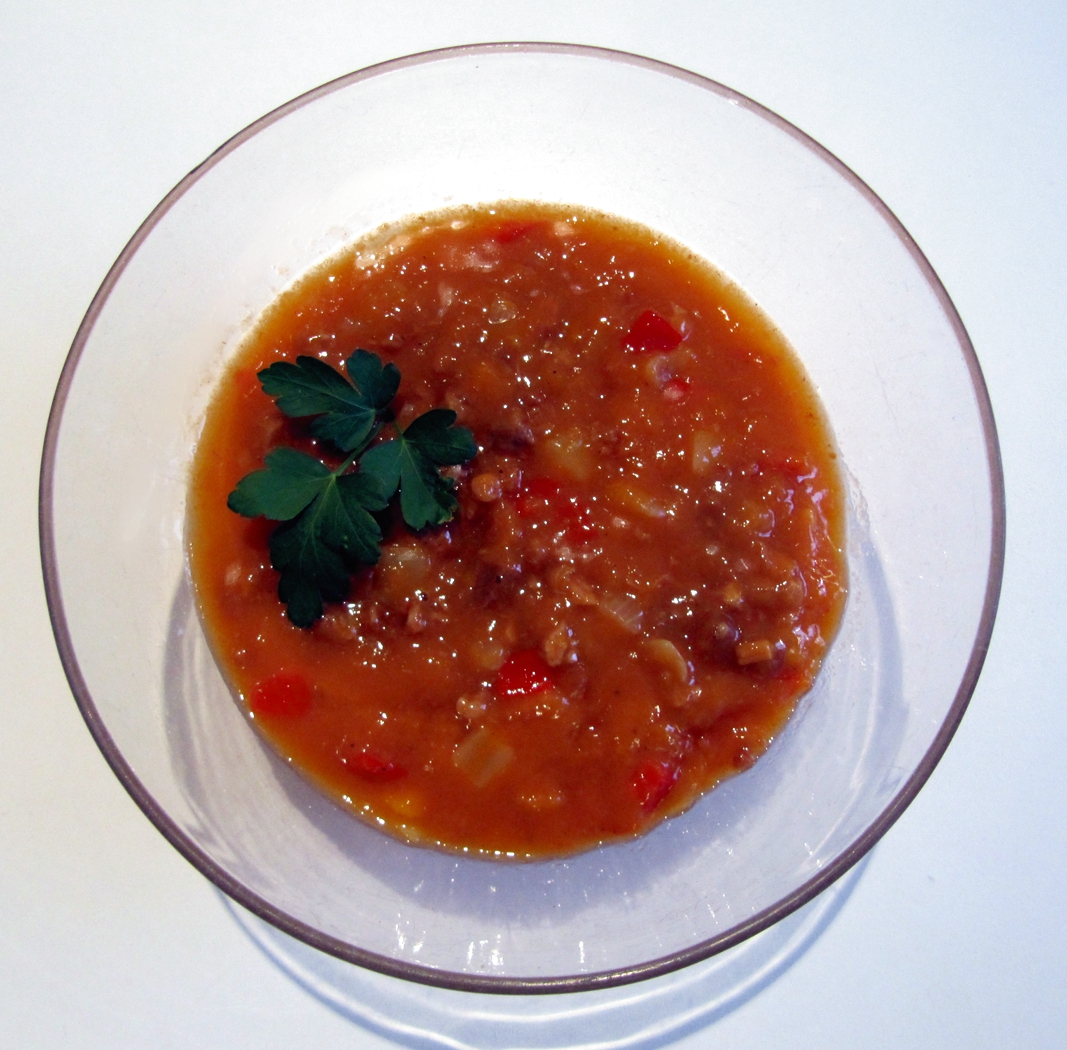
Súp goulash của Đức
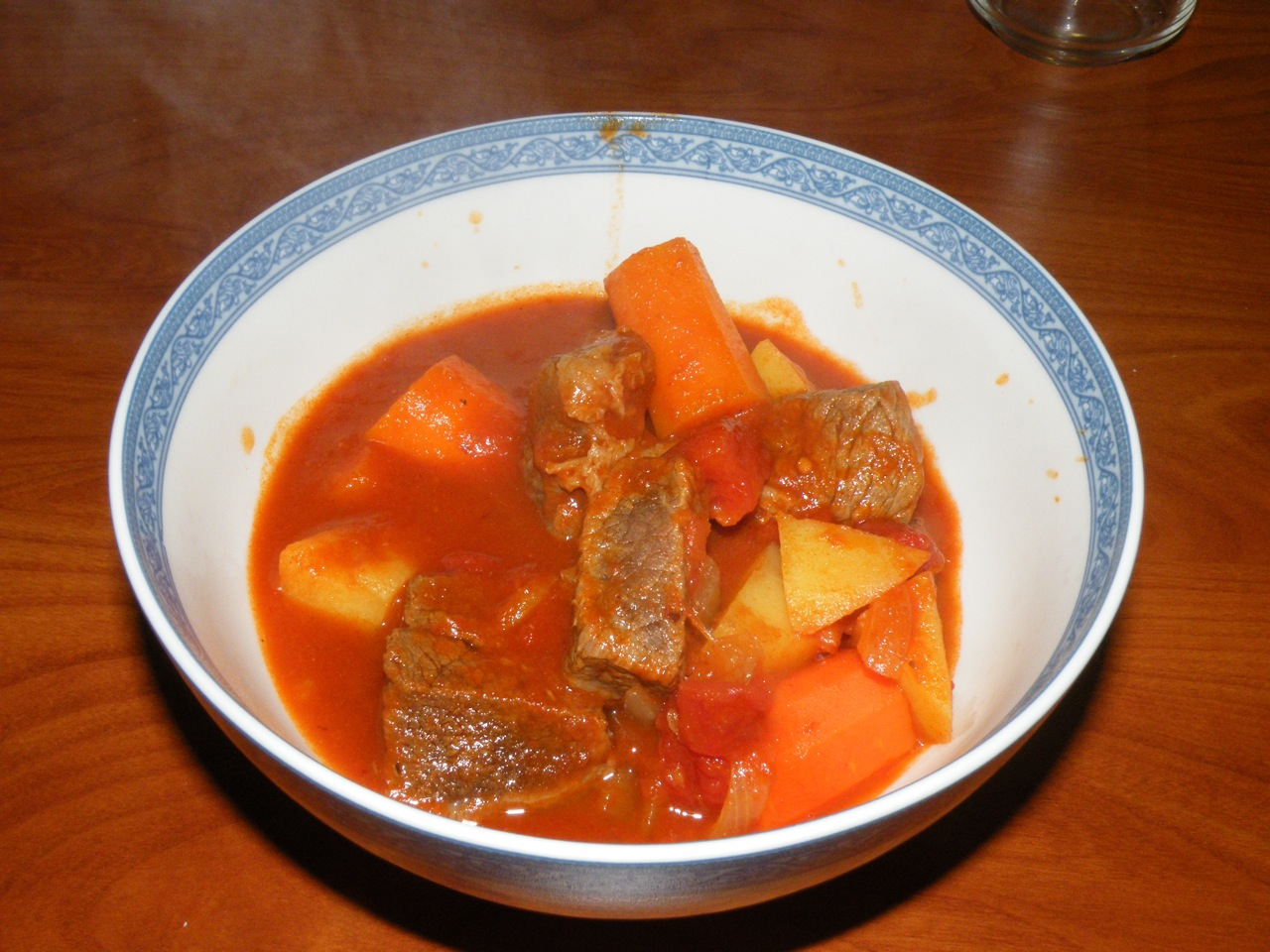